# PDC Pro Tour 2008
Die PDC Pro Tour 2008 war die siebte Austragung der Dartsturnierserie von der PDC. Sie beinhaltete die UK Open Qualifiers und die Players Championships. Insgesamt wurden 36 Turniere und damit 8 mehr als im Vorjahr ausgetragen – 31 Players Championships und 5 UK Open Qualifiers.
Dieser Artikel enthält auch die GDC Pro Tour, eine Non-UK Affiliate Tour der PDC.

## Preisgeld
Die Preisgelder sowohl für die UK Open Qualifiers als auch für die Players Championships entsprachen denselben wie im Vorjahr.
Sie unterteilten sich wie folgt:
| Runde         | Players Championships | UK Open Qualifiers |
| ------------- | --------------------- | ------------------ |
| Sieg          | £ 5.000               | £ 6.000            |
| Finale        | £ 2.500               | £ 3.500            |
| Halbfinale    | £ 1.250               | £ 1.600            |
| Viertelfinale | £ 600                 | £ 800              |
| Achtelfinale  | £ 300                 | £ 400              |
| Letzte 32     | £ 150                 | £ 200              |
| Letzte 64     | £ 75                  | £ 100              |
| Total         | £ 19.600              | £ 25.000           |

## Players Championships
| Nr. | Datum      | Turnier                                 | Austragungsort      | Sieger                | Ergebnis | Finalist              |
| --- | ---------- | --------------------------------------- | ------------------- | --------------------- | -------- | --------------------- |
| 1   | 19.01.2008 | PDPA Players Championship Gibraltar 1   | Gibraltar           | John Part             | 3 : 1    | Chris Mason           |
| 2   | 20.01.2008 | PDPA Players Championship Gibraltar 2   | Gibraltar           | James Wade            | 3 : 1    | Denis Ovens           |
| 3   | 01.03.2008 | PDPA Players Championship South         | Brentwood           | Phil Taylor           | 3 : 0    | James Wade            |
| 4   | 15.03.2008 | PDPA Players Championship North West    | Wigan               | Alan Tabern           | 3 : 0    | Chris Mason           |
| 5   | 22.03.2008 | PDPA Players Championship Germany 1     | Bad Soden am Taunus | Phil Taylor           | 3 : 1    | Raymond van Barneveld |
| 6   | 23.03.2008 | PDPA Players Championship Germany 2     | Bad Soden am Taunus | Phil Taylor           | 3 : 1    | Wayne Jones           |
| 7   | 29.03.2008 | PDPA Players Championship Midlands      | Telford             | Phil Taylor           | 3 : 0    | Colin Lloyd           |
| 8   | 12.04.2008 | Antwerp Darts Trophy                    | Temse               | Phil Taylor           | 3 : 0    | Andy Smith            |
| 9   | 19.04.2008 | PDPA Players Championship Glasgow       | Glasgow             | Mervyn King           | 3 : 0    | Mark Dudbridge        |
| 10  | 26.04.2008 | Open Holland Masters                    | Schiedam            | Raymond van Barneveld | 3 : 0    | Colin Osborne         |
| 11  | 14.06.2008 | PDPA Players Championship Bristol 1     | Bristol             | Phil Taylor           | 3 : 0    | Alan Tabern           |
| 12  | 15.06.2008 | PDPA Players Championship Bristol 2     | Bristol             | Dennis Priestley      | 3 : 2    | Kevin Painter         |
| 13  | 29.06.2008 | PDPA Players Championship Las Vegas     | Las Vegas           | Phil Taylor           | 3 : 1    | Ronnie Baxter         |
| 14  | 19.07.2008 | Bobby Bourn Memorial Trophy             | Blackpool           | Phil Taylor           | 3 : 0    | Ronnie Baxter         |
| 15  | 10.08.2008 | Australian Open Players Championship    | Shoalhaven City     | Robert Thornton       | 3 : 1    | Paul Nicholson        |
| 16  | 17.08.2008 | PDPA Players Championship Canada        | Kitchener           | Dennis Priestley      | 3 : 1    | Lionel Sams           |
| 17  | 24.08.2008 | Atlanta Players Championship            | Atlanta             | Alan Tabern           | 3 : 1    | Andy Hamilton         |
| 18  | 30.08.2008 | PDPA Players Championship Eindhoven 1   | Veldhoven           | Phil Taylor           | 3 : 1    | James Wade            |
| 19  | 31.08.2008 | PDPA Players Championship Eindhoven 2   | Veldhoven           | Phil Taylor           | 3 : 0    | Terry Jenkins         |
| 20  | 06.09.2008 | Ireland Open Autumn Classic             | Dromore             | Felix McBrearty       | 3 : 1    | Chris Mason           |
| 21  | 14.09.2008 | Windy City Open                         | Northbrook          | Colin Lloyd           | 3 : 2    | Wayne Mardle          |
| 22  | 20.09.2008 | PDPA Players Championship Wales 1       | Newport             | Ronnie Baxter         | 3 : 0    | Jamie Caven           |
| 23  | 21.09.2008 | PDPA Players Championship Wales 2       | Newport             | Alan Tabern           | 3 : 2    | Colin Osborne         |
| 24  | 04.10.2008 | PDPA Players Championship Ireland 1     | Dublin              | Phil Taylor           | 3 : 2    | James Wade            |
| 25  | 05.10.2008 | PDPA Players Championship Ireland 2     | Dublin              | Dennis Priestley      | 3 : 1    | Raymond van Barneveld |
| 26  | 18.10.2008 | PDPA Players Championship Scotland 1    | Irvine              | Alex Roy              | 3 : 2    | Denis Ovens           |
| 27  | 19.10.2008 | PDPA Players Championship Scotland 2    | Irvine              | James Wade            | 3 : 1    | Mark Walsh            |
| 28  | 25.10.2008 | PDPA Players Championship Kirchheim     | Dinslaken           | Colin Osborne         | 3 : 2    | Carlos Rodríguez      |
| 29  | 02.11.2008 | Killarney Pro Tour                      | Killarney           | Terry Jenkins         | 3 : 0    | Andy Jenkins          |
| 30  | 08.11.2008 | PDPA Players Championship Netherlands 1 | Leiden              | Mervyn King           | 3 : 2    | Raymond van Barneveld |
| 31  | 09.11.2008 | PDPA Players Championship Netherlands 2 | Leiden              | James Wade            | 3 : 2    | Mark Walsh            |

## UK Open Qualifiers
| Nr. | Datum      | Turnier                   | Austragungsort | Sieger        | Ergebnis | Finalist      |
| --- | ---------- | ------------------------- | -------------- | ------------- | -------- | ------------- |
| 1   | 13.01.2008 | North East Regional Final | Gateshead      | Colin Osborne | 8 : 6    | Denis Ovens   |
| 2   | 10.02.2008 | South West Regional Final | Taunton        | Colin Lloyd   | 8 : 6    | Andy Hamilton |
| 3   | 02.03.2008 | Southern Regional Final   | Brentwood      | Colin Lloyd   | 8 : 6    | Phil Taylor   |
| 4   | 16.03.2008 | North West Regional Final | Wigan          | Phil Taylor   | 8 : 7    | Adrian Lewis  |
| 5   | 30.03.2008 | Midlands Regional Final   | Telford        | Phil Taylor   | 8 : 0    | Brendan Dolan |

## Non-UK Affiliate Tours

### German Darts Corporation Pro Tour
| Nr. | Datum      | Austragungsort | Sieger            | Ergebnis | Finalist         |
| --- | ---------- | -------------- | ----------------- | -------- | ---------------- |
| 1   | 23.02.2008 | Köln           | Dietmar Burger    | 3 : 1    | Mensur Suljović  |
| 2   | 24.02.2008 | Köln           | Andree Welge      | 3 : 2    | Alexander Köhler |
| 3   | 10.05.2008 | Niedernhausen  | Michael Rosenauer | 3 : 0    | Frank Mast       |
| 4   | 11.05.2008 | Niedernhausen  | Hannes Schnier    | 3 : 0    | Alexander Köhler |
| 5   | 21.06.2008 | Köln           | Michael Rosenauer | 3 : 1    | Mensur Suljović  |
| 6   | 22.06.2008 | Köln           | Mensur Suljović   | 3 : 1    | Kevin Münch      |
| 7   | 03.10.2008 | Köln           | Mensur Suljović   | 3 : 2    | Marko Puls       |
| 8   | 04.10.2008 | Köln           | Andree Welge      | 3 : 0    | Hannes Schnier   |